# Kathrin Marchand
Kathrin Marchand (Colonia, 15 de noviembre de 1990) es una deportista alemana que compitió en remo.
Ganó tres medallas en el Campeonato Europeo de Remo entre los años 2013 y 2016.
Participó en dos Juegos Olímpicos de Verano, ocupando el séptimo lugar en Londres 2012 (ocho con timonel) y el octavo en Río de Janeiro 2016 (dos sin timonel).

## Palmarés internacional
| Campeonato Europeo | Campeonato Europeo     | Campeonato Europeo | Campeonato Europeo |
| Año                | Lugar                  | Medalla            | Prueba             |
| ------------------ | ---------------------- | ------------------ | ------------------ |
| 2013               | Sevilla (España)       | Medalla de plata   | Ocho con timonel   |
| 2014               | Belgrado (Serbia)      | Medalla de bronce  | Ocho con timonel   |
| 2016               | Brandeburgo (Alemania) | Medalla de plata   | Dos sin timonel    |